# End Poem
De aftiteling van het computerspel Minecraft bevat een geschreven werk van de Ierse schrijver Julian Gough, dat gewoonlijk End Poem wordt genoemd. Het is de enige verhalende tekst in de grotendeels ongestructureerde sandbox game. De maker van Minecraft, Markus "Notch" Persson, had tot een maand voor de lancering nog geen einde voor het spel. Op aanraden van Twitter-volgers nodigde hij Gough uit om een verhaal te schrijven voor het einde. Het werk, dat debuteerde in bètaversie 1.9 van het spel en bij de volledige release werd meegeleverd, bestaat uit een dialoog van 1500 woorden tussen twee onbekende personen die bespreken wat de speler in het computerspel heeft gedaan.
Gough vatte het werk op als een afgeluisterd gesprek waarin hij de vervaging van computerspellen en het echte leven vergeleek met de ruimte tussen dromen en waken, twee vormen van "tussen twee werelden" zijn. Hij ervoer tijdens het schrijven een fenomeen waarbij hij het gevoel had geen controle over zijn hand te hebben, en zei later dat "het universum" het laatste deel van het werk had geschreven. Oorspronkelijk aangeduid als een kort verhaal, wordt het nu meestal omschreven als een gedicht.
De dialoog, in groen en blauwgroen, scrolt ongeveer negen minuten lang over het scherm van de speler; bepaalde delen zijn onleesbaar gemaakt door opzettelijk gemanipuleerde tekst. De meeste critici waren neutraal tot positief over het gedicht, waarbij vaak de atypische aard ervan werd benadrukt. Verschillende commentatoren hebben zich gericht op de vergelijking van computerspellen en het leven met dromen. Het is positief ontvangen door Minecraft-fans, van wie sommigen citaten uit het gedicht hebben laten tatoeëren.
Gough schreef in 2022 dat hij nooit afstand heeft gedaan van zijn rechten op het End Poem, omdat hij geen overeenstemming had bereikt met Mojang AB voordat het gedicht aan de game werd toegevoegd en vervolgens in 2014, vlak voor de overname van Mojang door Microsoft, een contract had afgewezen. Hij betoogde dat het voortdurende gebruik van het gedicht door Microsoft een inbreuk op het auteursrecht vormde, maar zei dat hij geen juridisch geschil met hen wilde. Na twee psychedelische ervaringen met psilocybine zei hij dat hij een openbaring had gekregen na een gesprek met het universum – waarvan hij beweerde dat het de ware auteur was – over de situatie. Hij werd gemotiveerd door zijn eigen woorden in het gedicht, "you are love", en de genegenheid die hij van fans had ontvangen, om een versie van het gedicht vrij te geven in het publiek domein. Microsoft heeft geen commentaar gegeven op Goughs karakterisering van de status van het gedicht.

## Creatie
In oktober 2011 bereidde de maker van Minecraft, Markus "Notch" Persson, de lancering van de officiële versie van de game voor. Zijn bedrijf Mojang had zelfs een lanceringsevenement voorbereid, hoewel hij op dat moment nog geen einde voor de game had. Persson tweette dat hij op zoek was naar iemand die "een flauwe, overdreven tekst uit het niets kon schrijven voor als je wint". Zijn volgers raadden de Ierse schrijver Julian Gough aan, en Persson raakte overtuigd na het lezen van Goughs eerdere korte verhaal "The iHole". Gough had jaren eerder Minecraft in de alfa (Alpha) gespeeld tijdens een game jam in Berlijn, maar had er verder niet veel over nagedacht. Gough herinnerde zich dat het spel destijds nog maar klein was en hij was zich niet bewust van de populariteit ervan totdat Persson hem mailde over het schrijven van het einde. Gough realiseerde zich hoe groot Minecraft was geworden na onderzoek, wat hem naar eigen zeggen angst aanjoeg. Hij downloadde de game en sprak erover met vrienden. Hij volgde een spoedcursus om zich erin te verdiepen en het "in [zijn] systeem te krijgen".
Gough herinnert zich dat Persson vond dat de dood van de Enderdraak een verhaallijn moest inluiden, maar omdat Persson "geen woordman was en geen idee had wat dat verhaal moest inhouden", kreeg Gough de vrijheid om het werk te componeren; In Perssons e-mail werd Gough gevraagd om een verrassing te bezorgen, en het gebruik van LSD. Gough kreeg geen opdracht om de oorsprong van de Enderdraak uit te leggen of een alomvattend verhaal te schrijven dat aansloot op een groter verhaal, wat volgens hem een schril contrast vormde met de gebruikelijke manier waarop hij voor computerspellen schreef. Toen Gough zijn visie voor het Eindgedicht, vertelde hij aan Persson, die het met het idee eens was: Persson had geen behoefte aan een conventioneel stuk tekst, maar wilde eerder een "interessant en origineel" werk dat de game zelf weerspiegelde, zodat het de verwachtingen van de spelers ten aanzien van het einde zou ondermijnen. Gough zei dat het spelen van de game tot het einde in de survivalmodus een veeleisende taak was, en dat het einde verlichting en "ambigue wijsheid" moest bieden, een gevoel dat de speler "een ander niveau had bereikt"; hij vond dat een opgevangen dialoog goed paste bij dit concept.
Gough besloot dat dit einde geen uitleg van de game moest zijn, aangezien spelers er al hun eigen verhalen over hadden gevormd, maar eerder iets daarbuiten. Hij beschreef dit werk als "de droom van een game, en de droom van het leven". Hij was gecharmeerd van het concept van mensen die "verdwaald" raken in een computerspellen, zodat het "een wereld wordt", een metafoor die volgens hem werd geïllustreerd in Minecraft. Toen de speler na het uitspelen van het spel weer terugkeerde naar de realiteit, wilde Gough "spelen met dat moment, waarop je je tussen twee werelden bevindt en even niet weet welke de meest realistische is". Hij vond dat "er mentale toestanden toegankelijk zijn via computerspellen die vergelijkbaar zijn met die welke toegankelijk zijn via drugs, meditatie of religieuze ervaringen".
Gough zegt dat het schrijfproces "vrij vreemd" was, en dat hij halverwege het werk het gevoel had dat "mijn hand sneller begon te bewegen dan mijn gedachten en [ik] alleen maar toekeek", terwijl zijn bewuste geest niet wist welke woorden "gewoon op de pagina" voor hem zouden verschijnen. Hij zegt dat hij in het laatste derde deel van het stuk heel weinig veranderde, omdat hij tevreden was met wat dit fenomeen opleverde, en aan het einde mijmerde hij dat hij "dictaten uit het universum opnam". Toen hij het voltooide werk aan Persson voorlegde, vroeg Gough zich af of hij het moest schrappen, maar Persson was blij dat het aansloot bij zijn levensfilosofie en wilde het volledig behouden. Het debuteerde samen met de rest van de aftiteling en de volledige eindspelmechanica in bètaversie 1.9. Gough en Persson noemden het titelloze werk oorspronkelijk een kort verhaal, en op een gegeven moment meldde Boing Boing dat de naam "Wake Up"—een verwijzing naar de laatste regel van het stuk—aan populariteit had gewonnen, maar het werd meer gezien als een gedicht dan als proza, en in 2014 werd het algemeen aangeduid als het End Poem, een naam die Gough later aannam. Andere bronnen hebben de benaming "Eindtekst" gebruikt of er geen naam aan toegekend.

## Gebruik inMinecraft
Nadat spelers de Enderdraak hebben gedood en de Endpoort zijn binnengegaan, verschijnt het gedicht op het scherm. Het wordt afgespeeld naast het nummer "Alpha" van C418's soundtrackalbum Minecraft – Volume Beta. Het begint met de woorden "Ik zie de speler die je bedoelt" in blauwgroen en een antwoord van de naam van de actieve speler in groen, gevolgd door ongeveer 1500 woorden dialoog tussen de twee sprekers, wier identiteit nooit is vastgesteld, maar in The Escapist is beschreven als "goddelijk". Kleine delen zijn opzettelijk weergegeven als glitched tekst. Het gedicht eindigt met twaalf opeenvolgende regels die beginnen met "en het universum zei".
Het gedicht scrollt over het scherm gedurende ongeveer negen minuten. Het is de enige verhalende tekst in de game, en de enige tekst van aanzienlijke lengte die op de speler is gericht. Vanaf december 2022 is het niet significant aangepast ten opzichte van Goughs oorspronkelijke versie.

## Ontvangst
Een eerste indruk van Eric Limer in The Mary Sue was zeer kritisch en noemde het eindgedicht "niets meer dan een hoop tekst die tergend langzaam over het scherm scrolt gedurende een tergend lange tijd time", dat "leest als een stereotiep JRPG-einde vermengd met wat materiaal geschreven door een middelbare scholier die net de postmodernistische literatuur ontdekte". Later commentaar neigt gunstiger: Kevin Thielenhaus in The Escapist noemt het gedicht "mysterieus en een beetje vreemd, en waarschijnlijk niet wat de meesten van ons verwachtten van een Minecraft-einde". The Atlantic's James Parker noemt het "een gekke/mooie metafysische tekst". Ted Litchfield in PC Gamer beschrijft het als "warm en humanistisch" en vergelijkt het met het computerspel Undertale uit 2015 en het multimediaverhaal 17776 uit 2017. Lori Landay, die schrijft in de bloemlezing Revisiting Imaginary Worlds, noemt het "vreemd" en "behalve misschien" anders dan alles het einde van Battlestar Galactica (2004). In Boing Boing vergeleek schrijver Tom Chatfield het einde met de film Inception in de zin dat het ging over de ervaring van "opkomen" na in een gamewereld te zijn geweest, door "dit beeld vast te leggen van iemand die in slow motion valt terwijl de muziek om hem heen steeds luider wordt". Gough zelf noemde het werk een "vreemdheid" en "eigenaardig".
Jason Anthony in gamevironments en Matthew Horrigan in Acta Ludologica benadrukken beiden de vergelijking van computerspellen met dromen in het eindgedicht; Anthony bespreekt ook de relevantie van het gedicht voor de theologische implicaties van het vermogen van Minecraft-spelers om werelden te creëren en te vernietigen. Jacob Creswell analyseert in Comic Book Resources het commentaar van het gedicht op dromen en de verwijzing naar het leven als "de lange droom" in vergelijking met "de korte droom van een game". Creswell merkt het verschil op tussen het lange gedicht en de minimalistische game, maar concludeert dat ze goed bij elkaar passen. Hij schrijft dat "[h]et gedicht het niet eens is met het idee dat de speler niets is vergeleken met de grootschaligheid van het universum" en dat "[h]et spel een wereld creëert waarin spelers tijd en zorg investeren, net als in hun echte leven". Evenzo merkt Simon Parkin in MIT Technology Review op dat de meeste spelers het gedicht nooit in de game zullen tegenkomen, maar hij ontdekt dat de twee een gevoel van schepping door middel van dromen delen, wat Parkin beschouwt als een teken van de "enigszins evangelische" aard van de game.

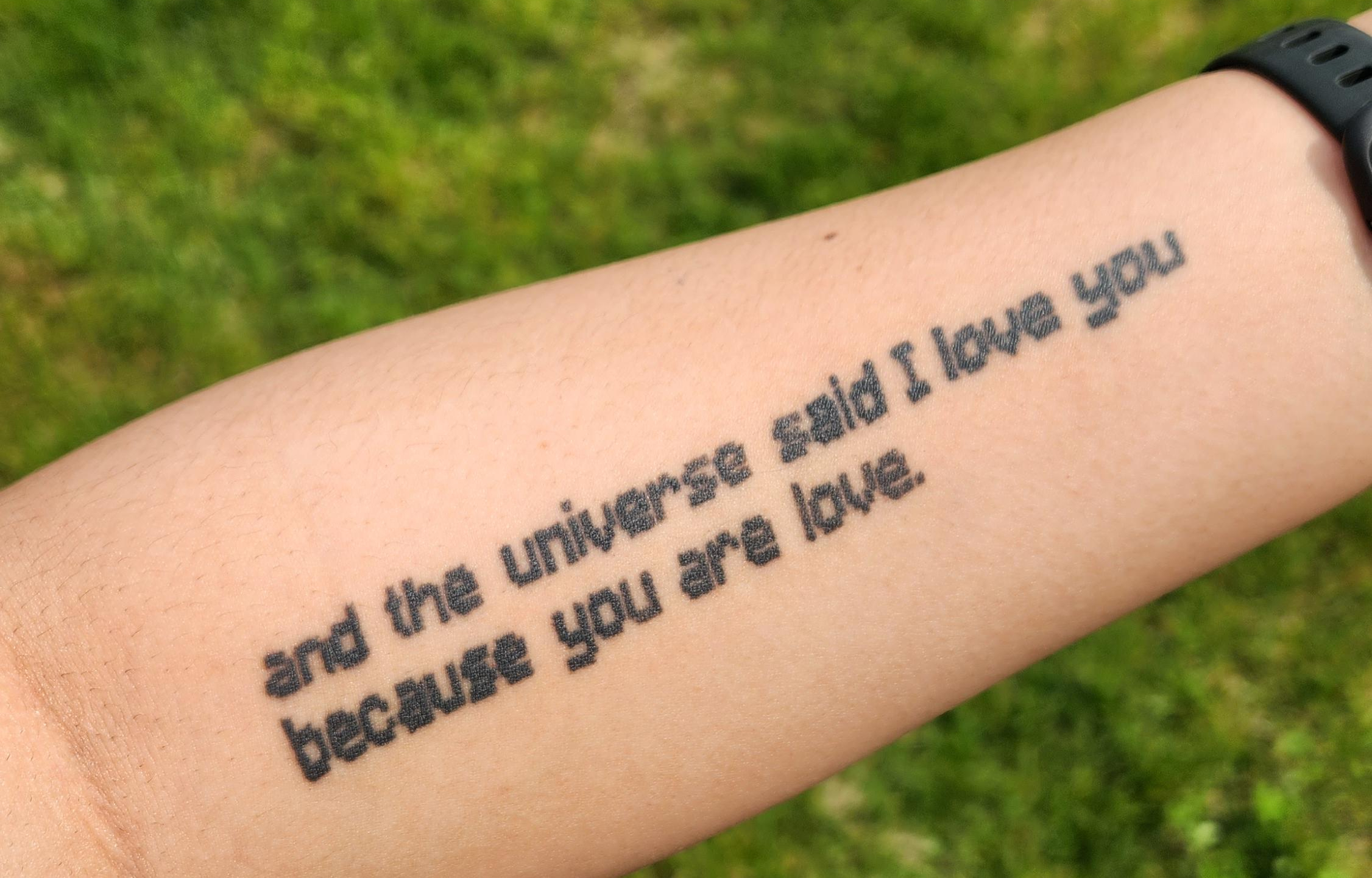
Een tatoeage met een citaat uit het gedicht, gezet in een lettertype dat lijkt op Minecrafts. Gough gebruikte een Afbeelding van dezelfde tatoeage bij de bespreking van de impact van het gedicht.

Landay, die het met Parkin eens is, leest het gedicht als een beloning voor het bereiken van het Einde en vindt dat het haar eigen gedachten over dromen en computerspellen weerspiegelt. Ze wijst op het ritmische karakter ervan om te verklaren waarom de tekst vaak een gedicht wordt genoemd, ook al noemden Persson en Gough het aanvankelijk een verhaal, en vergelijkt het met een gebed of meditatie door de herhaling, zoals in de afsluitende regels van "And the universe". Over de laatste aansporing om "Word wakker" te worden, schrijft Landay dat sommigen het interpreteren als een oproep om dingen offline te doen, terwijl anderen het zien in de context van de mythe van Herobrine, een vermeend bovennatuurlijk wezen. Minecraft mob. Hoewel Gough niet op de hoogte was van de Herobrine-legende, worden de twee door sommigen in de community gecombineerd tot een gedeelde "mythologie en genealogie". Landay beschouwt deze interpretatie als "nog een draad" in de metanarratief van het gedicht, onderdeel van Goughs commentaar op de overgang van game naar het echte leven,, verwijzend naar zijn opmerkingen aan Chatfield over het spelen met het "moment waarop je je tussen twee werelden bevindt, en voor een korte periode Ik weet niet zeker welke realistischer is".
De Irish Independent beschrijft het End Poem als vereerd door de Minecraft-community, en RTÉ meldt dat het veelvuldig is geciteerd door fans van de game. Een aantal fans heeft tatoeages van fragmenten, met name uit het "en het universum zei"-gedeelte, dat Gough heeft omschreven als "onbeweeglijk".

## Eigendom en auteursrechtelijke status
In een bericht van december 2022 op zijn blog, The Egg and the Rock, schreef Gough dat hij nooit een contract had getekend met Perssons Mojang AB voor het gedicht. Hij herinnerde zich dat hij eerder vertrouwde op een informele overeenkomst dat Mojang het kon gebruiken in de bestaande Windows- en OS X-versies van de game. Gough zei dat hij correspondeerde met Carl Manneh, algemeen directeur van Mojang, over het tekenen van een formele overeenkomst, maar dat hij hun gesprekken benaderde als informele gesprekken in plaats van formele contractonderhandelingen, iets wat hij als een fout beschouwde. Hij zei dat deze gesprekken mislukten omdat hij de context verkeerd had begrepen en dat hij het aan zijn agent had moeten overlaten. Gough zei dat hij een vast bedrag van € 20.000 kreeg en dat het eindgedicht in de game werd geïmplementeerd zonder dat er een contract was getekend. Hij zei dat een maand na de Na de release van de game kreeg hij eindelijk een contract toegestuurd om zijn rechten op het gedicht te ondertekenen. Hij weigerde echter vanwege het preventieve gebruik van het gedicht voordat hij een contract had ontvangen, en vanwege zijn ontevredenheid over het verloop van de onderhandelingen.
Volgens Gough werd hij in augustus 2014 benaderd om het gedicht te ondertekenen als een "huishoudelijke" aangelegenheid, en toen hij eindelijk de tijd nam om het contract te lezen, vond hij de uitgebreide overname "erger dan ik me ooit had kunnen voorstellen". Onwetend van de context waarin Mojang door Microsoft werd overgenomen, hoorde Gough van de overname via een gelekt nieuwsbericht, waarna er verdere e-mailwisselingen volgden. De volledige juridische implicaties van de resulterende situatie waren onduidelijk en Gough schreef dat hij geen juridisch geschil met Microsoft wilde hebben. Hij weigerde de rechten over te dragen, en Microsoft kocht Mojang toch en bleef het gedicht gebruiken. Gough zegt dat Persson en Manneh betaald hadden voor zijn tijd en schrijfervaring, niet voor permanent eigendom, en dat Microsoft een aparte overeenkomst met zijn agent had moeten sluiten voor hun gebruik, maar dat ze dat niet deden. Volgens Gough was Microsofts voortdurende gebruik van het gedicht in strijd met de Digital Millennium Copyright Act, een wet waarvoor ze gelobbyd hadden. Commentator van Vrije software Glyn Moody was het ermee eens dat Microsoft waarschijnlijk inbreuk maakte op Goughs auteursrecht.
Gough herinnerde zich zijn terughoudendheid om de zin "and the universe said I love you because you are love" op te nemen, omdat hij het destijds niet geloofde; zijn gedachten veranderden echter na twee psychedelische ervaringen met psilocybine nabij Apeldoorn, Nederland. Hij herinnert zich dat hij "het universum" vertelde om "te vergeten wat ik wil; Geef me gewoon wat je denkt dat ik nodig heb", en het gaf hem advies over de situatie met Minecraft en Microsoft, en ook over het publiek. Hij verklaarde dat hij zich realiseerde dat hij zich had verborgen voor de liefde die fans voor het gedicht hadden uitgesproken en dat hij "de cirkel rond moest maken" en hun dankbaarheid moest accepteren. Als gevolg van zijn door psilocybine veroorzaakte realisatie plaatste hij het gedicht (specifiek de versie die hij Persson had gestuurd) in het publieke domein met behulp van een CC0-opdracht.
Gough beweert dat Microsoft niet heeft gereageerd op een verzoek van een niet bij naam genoemde wereldwijde nieuwsorganisatie om commentaar te leveren op Goughs blogpost, wat volgens Gough was gedaan om het Streisand-effect te voorkomen, en dat de nieuwsorganisatie hierdoor "hun zenuwen verloor" om een stuk dat zijn verhaal zou hebben bevestigd. Jez Corden van Windows Central uitte scepsis dat een gebrek aan commentaar enige druk op een dergelijke organisatie zou hebben uitgeoefend. Sean Hollister van The Verge speculeerde dat het obstakel voor nieuwsorganisaties de moeilijkheid was om te verifiëren dat Gough nooit een contract had getekend. Gough heeft ook gezegd dat hij PayPal-donaties van Microsoft-medewerkers heeft ontvangen na zijn publicatie van het Eindgedicht, evenals solidariteitsbetuigingen van schrijvers en andere creatievelingen die zich "genaaid" voelen door bedrijven die hun werk controleren.